# 1838 în literatură
Anul 1838 în literatură a implicat o serie de evenimente și cărți noi semnificative.  

## Cărți noi

### Fictiune
- Hendrik Conscience – De Leeuw van Vlaanderen ("The Lion of Flanders")
- Charles Dickens
  - Nicholas Nickleby (începe serializarea)
  - Oliver Twist (sub formă de carte)
- Théophile Gautier – "One of Cleopatra's Nights" (povestire)
- William Nugent Glascock – Land Sharks and Sea Gulls
- Edward Howard (ca Peter Simple) – Rattling the Reefer
- Karl Leberecht Immermann – Münchhausen
- John Pendleton Kennedy – Rob of the Bowl
- Edgar Allan Poe
  - The Narrative of Arthur Gordon Pym of Nantucket
  - "Ligeia" (povestire)
- George Sand
  - L'Oreo
  - L'Uscoque
- Ann Sophia Stephens – Mary Derwent
- Robert Smith Surtees – Jorrocks' Jaunts and Jollities

## Nașteri
- 7 noiembrie - Auguste Villiers de l'Isle-Adam, scriitor simbolist francez (d. 1889)
- 14 noiembrie - August Šenoa, scriitor croat (d. 1881)